# Chorisodontium skottsbergii
Chorisodontium skottsbergii là một loài Rêu trong họ Dicranaceae. Loài này được (Cardot) J.-P. Frahm ex J.K. Bartlett & Vitt mô tả khoa học đầu tiên năm 1986.